# 2023–2024-es UEFA-bajnokok ligája (selejtezők)
A 2023–2024-es UEFA-bajnokok ligája selejtezőit öt fordulóban bonyolították le 2023. június 27. és augusztus 30. között. A bajnoki ágon azok a bajnokcsapatok szerepeltek, amelyek indulási jogot szereztek és nem kerültek közvetlenül a csoportkörbe. A nem bajnoki ágon azok a csapatok szerepeltek, amelyek nem voltak bajnokcsapatok, de indulási jogot szereztek és nem kerültek közvetlenül a csoportkörbe.
A bajnoki ágon 42 csapatból 4, a nem bajnoki ágon 11 csapatból 2 csapat jutott be a 32 csapatos csoportkörbe.

## Lebonyolítás

### Bajnoki ág
A bajnoki ág a következő fordulókat tartalmazta:
- Előselejtező (4 csapat): 4 csapat lépett be a körben.
- 1. selejtezőkör (32 csapat): 31 csapat lépett be a körben, és 1 győztes az előselejtezőből.
- 2. selejtezőkör (20 csapat): 4 csapat lépett be a körben, és 16 győztes az 1. selejtezőkörből.
- 3. selejtezőkör (12 csapat): 2 csapat lépett be a körben, és 10 győztes a 2. selejtezőkörből.
- Rájátszás (8 csapat): : 2 csapat lépett be a körben, és 6 győztes a 3. selejtezőkörből.

A rájátszás 4 győztes csapata továbbjutott a csoportkörbe.
A vesztes csapatok átkerültek az Európa-ligába és a UEFA Európa Konferencia Ligába a következők szerint:
- Az előselejtező 3 vesztes csapata és az 1. selejtezőkör 15 vesztes csapata átkerült az Európa Konferencia Liga bajnoki ágának 2. selejtezőkörébe.
- Az 1. selejtezőkör 1, kisorsolt vesztes csapata átkerült az Európa Konferencia Liga bajnoki ágának 3. selejtezőkörébe.
- A 2. selejtezőkör 10 vesztes csapata átkerült az Európa-liga 3. selejtezőkörébe.
- A 3. selejtezőkör 6 vesztes csapata átkerült az Európa-liga rájátszásába.
- A rájátszás 4 vesztes csapata átkerült az Európa-liga csoportkörébe.

### Nem bajnoki ág
A nem bajnoki ág a következő fordulókat tartalmazta:
- 2. selejtezőkör (4 csapat): 4 csapat lépett be a körben.
- 3. selejtezőkör (8 csapat): 6 csapat lépett be a körben, és 2 győztes a 2. selejtezőkörből.
- Rájátszás (4 csapat): : 4 győztes a 3. selejtezőkörből.

A rájátszás 2 győztes csapata továbbjutott a csoportkörbe.
A vesztes csapatok átkerültek az Európa-ligába a következők szerint:
- A 2. selejtezőkör 2 vesztes csapata átkerült a főág 3. selejtezőkörébe.
- A 3. selejtezőkör 4 vesztes csapata és a rájátszás 2 vesztes csapata átkerült a csoportkörbe.

## Formátum
Az előselejtező egymérkőzéses elődöntő-döntő rendszerű volt. A két párosítás győztese döntőt játszott, amelynek a győztese jutott tovább. Ha a mérkőzésen a rendes játékidő végén döntetlen volt az eredmény, akkor 2x15 perces hosszabbítást játszottak. Ha a hosszabbítás után is döntetlen volt az állás, akkor büntetőpárbajra került sor.
A többi forduló párosításait oda-visszavágós rendszerben játszották. Mindkét csapat játszott egyszer pályaválasztóként. A két találkozó végén az összesítésben jobbnak bizonyuló csapat jutott tovább a következő körbe. Ha az összesítésnél az eredmény döntetlen volt, akkor 30 perces hosszabbítást játszottak a visszavágó rendes játékidejének lejárta után. Ha a hosszabbítás után is döntetlen volt az állás, akkor büntetőpárbajra került sor.
A sorsolásoknál az UEFA-együtthatók alapján a csapatokat kiemelt és nem kiemelt csapatokra osztották. A kiemelt csapat egy nem kiemelt csapatot kapott ellenfélül. Ha a sorsoláskor a csapat kiléte nem ismert, akkor az adott párosításban a magasabb együtthatót vették alapul. A sorsolások előtt az UEFA csoportokat alakított ki, amelyeknek a lebonyolítás szempontjából nem volt jelentősége. Azonos tagországba tartozó csapatok, illetve politikai okok miatt, az UEFA által eldöntött esetekben nem voltak sorsolhatók egymással.

## Fordulók és időpontok
A mérkőzések időpontjai a következők. Az összes sorsolást az UEFA székházában Nyonban, Svájcban tartják.
| Forduló      | Sorsolás dátuma    | 1. mérkőzés                  | 2. mérkőzés              |
| ------------ | ------------------ | ---------------------------- | ------------------------ |
| Előselejtező | 2023. június 13.   | 2023. június 27. (elődöntők) | 2023. június 30. (döntő) |
| 1. forduló   | 2023. június 20.   | 2023. július 11–12.          | 2023. július 18–19.      |
| 2. forduló   | 2023. június 21.   | 2023. július 25–26.          | 2023. augusztus 1–2.     |
| 3. forduló   | 2023. július 24.   | 2023. augusztus 8–9.         | 2023. augusztus 15.      |
| Rájátszás    | 2023. augusztus 7. | 2023. augusztus 22–23.       | 2023. augusztus 29–30.   |

## Előselejtezők
Az előselejtezőt 2023. június 13-án sorsolták.

### Előselejtező, kiemelés
Az első selejtezőkörben 4 csapat vett részt. A kiemelés a klubok 2023-as együtthatói alapján történt. A döntő győztese az 1. selejtezőkörbe, a döntő és az elődöntők vesztesei az UEFA Európa Konferencia Liga 2. selejtezőkörének bajnoki ágára kerültek.
| Kiemelt                            | Nem kiemelt                           |
| ---------------------------------- | ------------------------------------- |
| - Budućnost Podgorica - Breiðablik | - Tre Penne - Atlètic Club d’Escaldes |

### Előselejtező, párosítások
| 1. csapat               | Eredmény | 2. csapat           |
| ----------------------- | -------- | ------------------- |
| Elődöntők               |          |                     |
| Atlètic Club d’Escaldes | 0–3      | Budućnost Podgorica |
| Tre Penne               | 1–7      | Breiðablik          |
| Döntő                   |          |                     |
| Budućnost Podgorica     | 0–5      | Breiðablik          |

### Előselejtező, elődöntők
| 2023. június 27. 15:00 (13:00 WET) |

| Atlètic Club d’Escaldes | 0–3               | Budućnost Podgorica                       |
| ----------------------- | ----------------- | ----------------------------------------- |
|                         | (0–2) Jegyzőkönyv | Sekulić 14' (11-esből) 60' Đuričković 21' |

| Kópavogsvöllur, Kópavogur Játékvezető: Marcel Birsan (román) |

| 2023. június 27. 21:00 (19:00 WET) |

| Tre Penne    | 1–7               | Breiðablik                                                                       |
| ------------ | ----------------- | -------------------------------------------------------------------------------- |
| Barretta 31' | (1–3) Jegyzőkönyv | Gunnlaugsson 6' 89' Hlynsson 25' 90+2' Olsen 45+2' Sigurðarson 67' Einarsson 74' |

| Kópavogsvöllur, Kópavogur Játékvezető: Mads-Kristoffer Kristoffersen (dán) |

### Előselejtező, döntő
| 2023. június 30. 21:00 (19:00 WET) |

| Budućnost Podgorica | 0–5               | Breiðablik                                                                   |
| ------------------- | ----------------- | ---------------------------------------------------------------------------- |
|                     | (0–4) Jegyzőkönyv | Einarsson 5' Sigurdarson 22' Eyolfsson 29' Gunnlaugsson 33' Svanthorsson 74' |

| Kópavogsvöllur, Kópavogur Játékvezető: Krzysztof Jakubik (lengyel) |

## 1. selejtezőkör
Az 1. selejtezőkört 2023. június 20-án sorsolták.

### 1. selejtezőkör, kiemelés
Az 1. selejtezőkörben 30 csapat vett részt. 29 csapat lépett be ebben a körben és 1 továbbjutó volt az előselejtezőből. A kiemelés a klubok 2023-as együtthatói alapján történt. A sorsolás időpontjában az előselejtező győztese ismeretlen volt, ezért a legmagasabb együtthatót használták. A csapatokat három csoportra osztották. Az elsőként kisorsolt csapat volt az első mérkőzés pályaválasztója.
- T: Az előselejtezőkörből továbbjutott csapat, a sorsoláskor nem volt ismert.

| 1. csoport                                                                      | 1. csoport                                             | 2. csoport                                                       | 2. csoport                                                                   | 3. csoport                                                                     | 3. csoport                                                                 |
| Kiemelt                                                                         | Nem kiemelt                                            | Kiemelt                                                          | Nem kiemelt                                                                  | Kiemelt                                                                        | Nem kiemelt                                                                |
| ------------------------------------------------------------------------------- | ------------------------------------------------------ | ---------------------------------------------------------------- | ---------------------------------------------------------------------------- | ------------------------------------------------------------------------------ | -------------------------------------------------------------------------- |
| - Ferencváros - Ludogorec Razgrad - Žalgiris - Shamrock Rovers - The New Saints | - KÍ - Breiðablik (T) - BK Häcken - Ballkani - Sztruga | - Qarabağ - Slovan Bratislava - HJK - Flora - Olimpija Ljubljana | - Lincoln Red Imps - Raków Częstochowa - Valmiera - Larne - Swift Hesperange | - Sheriff Tiraspol - BATE Bariszav - Asztana - Makkabi Haifa - Zrinjski Mostar | - Dinamo Tbiliszi - Partizani - Farul Constanța - Urartu - Ħamrun Spartans |

### 1. selejtezőkör, párosítások
Az első mérkőzéseket július 11-én és 12-én, a második mérkőzéseket július 18-án és 19-én játszották. A párosítások győztesei a 2. selejtezőkörbe kerültek. A vesztesek közül 13 az UEFA Európa Konferencia Liga 2. selejtezőkörének bajnoki ágára, 2 kisorsolt párosítás vesztese az UEFA Európa Konferencia Liga 3. selejtezőkörének bajnoki ágára került.
| 1. csapat          | Össz.Tooltip Aggregate score | 2. csapat         | 1. mérk. | 2. mérk.   |
| ------------------ | ---------------------------- | ----------------- | -------- | ---------- |
| BK Häcken          | 5–1                          | The New Saints    | 3–1      | 2–0        |
| Ballkani           | 2–4                          | Ludogorec Razgrad | 2–0      | 0–4        |
| Shamrock Rovers    | 1–3                          | Breiðablik        | 0–1      | 1–2        |
| Žalgiris           | 2–1                          | Sztruga           | 0–0      | 2–1        |
| KÍ                 | 3–0                          | Ferencváros       | 0–0      | 3–0        |
| Olimpija Ljubljana | 4–2                          | Valmiera          | 2–1      | 2–1        |
| HJK                | 3–2                          | Larne             | 1–0      | 2–2 (h.u.) |
| Lincoln Red Imps   | 1–6                          | Qarabağ           | 1–2      | 0–4        |
| Raków Częstochowa  | 4–0                          | Flora             | 1–0      | 3–0        |
| Slovan Bratislava  | 3–1                          | Swift Hesperange  | 1–1      | 2–0        |
| Farul Constanța    | 1–3                          | Sheriff Tiraspol  | 1–0      | 0–3 (h.u.) |
| Ħamrun Spartans    | 1–6                          | Makkabi Haifa     | 0–4      | 1–2        |
| Urartu             | 3–3 (t. 3–4)                 | Zrinjski Mostar   | 0–1      | 3–2 (h.u.) |
| Partizani          | 1–3                          | BATE Bariszav     | 1–1      | 0–2        |
| Asztana            | 3–2                          | Dinamo Tbiliszi   | 1–1      | 2–1        |

1. 1 2  A párosítás vesztese az UEFA Európa Konferencia Liga 3. selejtezőkörének bajnoki ágára kerül.

### 1. selejtezőkör, mérkőzések
| 2023. július 12. 19:00 |

| BK Häcken                        | 3–1               | The New Saints |
| -------------------------------- | ----------------- | -------------- |
| Sadiq 7' Rygaard 13' Hovland 37' | (3–1) Jegyzőkönyv | McManus 32'    |

| Bravida Arena, Göteborg Játékvezető: Henrik Nalbandyan (örmény) |

| 2023. július 18. 20:00 (19:00 BST) |

| The New Saints | 0–2               | BK Häcken             |
| -------------- | ----------------- | --------------------- |
|                | (0–1) Jegyzőkönyv | Sadiq 19' Sonko 90+1' |

| Park Hall, Oswestry Játékvezető: Dario Bel (horvát) |

| 2023. július 11. 20:45 |

| Ballkani                | 2–0               | Ludogorec Razgrad |
| ----------------------- | ----------------- | ----------------- |
| Korenica 45+1' Zyba 55' | (1–0) Jegyzőkönyv |                   |

| Fadil Vokrri Stadion, Pristina Játékvezető: Gal Leibovitz (izraeli) |

| 2023. július 19. 20:00 (21:00 EEST) |

| Ludogorec Razgrad                            | 4–0               | Ballkani |
| -------------------------------------------- | ----------------- | -------- |
| Tekpetey 4' 45+1' Tissera 49' Caio Vidal 78' | (2–0) Jegyzőkönyv |          |

| Huvepharma Arena, Razgrad Játékvezető: Luca Pairetto (olasz) |

| 2023. július 11. 21:00 (20:00 IST) |

| Shamrock Rovers | 0–1               | Breiðablik    |
| --------------- | ----------------- | ------------- |
|                 | (0–1) Jegyzőkönyv | Muminovic 39' |

| Tallaght Stadion, Dublin Játékvezető: Chrysovalantis Theouli (ciprusi) |

| 2023. július 18./19. |

| Breiðablik                       | 2–1               | Shamrock Rovers |
| -------------------------------- | ----------------- | --------------- |
| Svanþórsson 16' Gunnlaugsson 58' | (1–0) Jegyzőkönyv | Burke 65'       |

| Kópavogsvöllur, Kópavogur Játékvezető: Adam Ladebäck (svéd) |

| 2023. július 11. 18:00 (19:00 EEST) |

| Žalgiris | 0–0         | Sztruga |
| -------- | ----------- | ------- |
|          | Jegyzőkönyv |         |

| LFF Stadion, Vilnius Játékvezető: Elchin Masiyev (azeri) |

| 2023. július 18. 17:00 |

| Sztruga                | 1–2               | Žalgiris                       |
| ---------------------- | ----------------- | ------------------------------ |
| Ibraimi 76' (11-esből) | (0–0) Jegyzőkönyv | Kendysh 78' Neziri 84' (öngól) |

| SRC Biljanini Izvori, Ohrid Játékvezető: Darren England (angol) |

| 2023. július 11. 18:45 (17:45 WEST) |

| KÍ | 0–0         | Ferencváros |
| -- | ----------- | ----------- |
|    | Jegyzőkönyv |             |

| Við Djúpumýrar, Klaksvík Játékvezető: Juri Frischer (észt) |

| 2023. július 19. 18:00 |

| Ferencváros | 0–3               | KÍ                                          |
| ----------- | ----------------- | ------------------------------------------- |
|             | (0–3) Jegyzőkönyv | Frederiksberg 8' (11-esből) 32' Kassi 45+1' |

| Groupama Aréna, Budapest Játékvezető: David Smajc (szlovén) |

| 2023. július 11. 20:00 |

| Olimpija Ljubljana      | 2–1               | Valmiera |
| ----------------------- | ----------------- | -------- |
| Nukić 42' Rui Pedro 74' | (1–0) Jegyzőkönyv | Diop 87' |

| Stožice Stadion, Ljubljana Játékvezető: Andrei Chivulete (román) |

| 2023. július 19. 17:00 (18:00 EEST) |

| Valmiera | 1–2               | Olimpija Ljubljana               |
| -------- | ----------------- | -------------------------------- |
| Mena 82' | (0–1) Jegyzőkönyv | Rui Pedro 33' Muhamedbegović 64' |

| Jānis Daliņš Stadium, Valmiera Játékvezető: Cesar Soto Grado (spanyol) |

| 2023. július 12. 18:00 (19:00 EEST) |

| HJK                     | 1–0               | Larne |
| ----------------------- | ----------------- | ----- |
| Radulović 3' (11-esből) | (1–0) Jegyzőkönyv |       |

| Bolt Aréna, Helsinki Játékvezető: Goga Kikacheishvili (grúz) |

| 2023. július 19. 20:30 (19:30 BST) |

| Larne                            | 2–2 (h. u.)                 | HJK                         |
| -------------------------------- | --------------------------- | --------------------------- |
| Bonis 65' (11-esből) Thomson 87' | (0–1, 2–1, 2–2) Jegyzőkönyv | Ollila 26' Want 97' (öngól) |

| Solitude, Belfast Játékvezető: Aristotelis Diamantopoulos (görög) |

| 2023. július 11. 17:30 |

| Lincoln Red Imps | 1–2               | Qarabağ                 |
| ---------------- | ----------------- | ----------------------- |
| Kike Gómez 25'   | (1–0) Jegyzőkönyv | Xhixha 58' Benzia 90+4' |

| Victoria Stadion, Gibraltár Játékvezető: Vitālijs Spasjoņņikovs (lett) |

| 2023. július 19. 18:00 (20:00 AZT) |

| Qarabağ                                             | 4–0               | Lincoln Red Imps |
| --------------------------------------------------- | ----------------- | ---------------- |
| Zoubir 7' Mustafazadə 45+1' Xhixha 49' Janković 62' | (2–0) Jegyzőkönyv |                  |

| Játékvezető: Eldorjan Hamiti (albán) |

| 2023. július 11. 20:00 |

| Raków Częstochowa | 1–0               | Flora |
| ----------------- | ----------------- | ----- |
| Kocserhin 54'     | (0–0) Jegyzőkönyv |       |

| Miejski Stadion Piłkarski "Raków", Częstochowa Játékvezető: Arda Kardeşler (török) |

| 2023. július 18. 19:00 (20:00 EEST) |

| Flora | 0–3               | Raków Częstochowa                  |
| ----- | ----------------- | ---------------------------------- |
|       | (0–0) Jegyzőkönyv | Zwoliński 47' 59' Papanikolaou 85' |

| Lilleküla Stadium, Tallinn Játékvezető: Marian Alexandru Barbu (román) |

| 2023. július 12. 20:30 |

| Slovan Bratislava | 1–1               | Swift Hesperange     |
| ----------------- | ----------------- | -------------------- |
| Weiss 25'         | (1–1) Jegyzőkönyv | Stolz 22' (11-esből) |

| Tehelné pole, Pozsony Játékvezető: Viktor Kopiievskyi (ukrán) |

| 2023. július 19. 20:00 |

| Swift Hesperange | 0–2               | Slovan Bratislava                   |
| ---------------- | ----------------- | ----------------------------------- |
|                  | (0–0) Jegyzőkönyv | Weiss 55' (11-esből) 62' (11-esből) |

| Stade de Luxembourg, Luxembourg Játékvezető: Abdulkadir Bitigen (török) |

| 2023. július 12. 19:30 (20:30 EEST) |

| Farul Constanța | 1–0               | Sheriff Tiraspol |
| --------------- | ----------------- | ---------------- |
| Kiki 56'        | (0–0) Jegyzőkönyv |                  |

| Stadionul Viitorul, Ovidiu Játékvezető: Sander Van Der Eijk (holland) |

| 2023. július 18. 19:00 (20:00 EEST) |

| Sheriff Tiraspol                          | 3–0 (h. u.)                 | Farul Constanța |
| ----------------------------------------- | --------------------------- | --------------- |
| Talal 45+1' Ngom Mbekeli 99' Ademo 105+1' | (1–0, 1–0, 3–0) Jegyzőkönyv |                 |

| Sheriff Stadion, Tiraspol Játékvezető: Miguel Nogueira (portugál) |

| 2023. július 11. 20:00 |

| Ħamrun Spartans | 0–4               | Makkabi Haifa                            |
| --------------- | ----------------- | ---------------------------------------- |
|                 | (0–2) Jegyzőkönyv | Pierrot 41' 64' David 45+3' Khalaily 85' |

| Centenary Stadion, Ta’ Qali Játékvezető: Donald Robertson (skót) |

| 2023. július 18. 19:00 (20:00 IDT) |

| Makkabi Haifa            | 2–1               | Ħamrun Spartans |
| ------------------------ | ----------------- | --------------- |
| Shuranov 69' Pierrot 84' | (0–1) Jegyzőkönyv | Mbong 32'       |

| Sammy Ofer Stadion, Haifa Játékvezető: Igor Pajač (horvát) |

| 2023. július 11. 17:00 (19:00 AMT) |

| Urartu | 0–1               | Zrinjski Mostar |
| ------ | ----------------- | --------------- |
|        | (0–0) Jegyzőkönyv | Senić 89'       |

| Urartu Stadion, Jereván Játékvezető: Philip Farrugia (máltai) |

| 2023. július 18. 20:00 |

| Zrinjski Mostar                    | 2–3 (h. u.)                 | Urartu                                                  |
| ---------------------------------- | --------------------------- | ------------------------------------------------------- |
| Bilbija 27' Kiš 94' (11-esből)     | (1–0, 1–2, 2–3) Jegyzőkönyv | Grigoryan 74' 90+1' (11-esből) Maksimenko 105+3'        |
| Büntetőpárbaj                      |                             |                                                         |
| Kiš Kožulj Zlomislić Senić Barišić | 4–3                         | Maksimenko Özbiliz Grigoryan Eduardo Teixeira Ghazaryan |

| Stadion pod Bijelim Brijegom, Mostar Játékvezető: Peter Kjaesgaard (dán) |

| 2023. július 11. 20:45 |

| Partizani | 1–1               | BATE Bariszav  |
| --------- | ----------------- | -------------- |
| Cara 66'  | (0–0) Jegyzőkönyv | Antilevsky 58' |

| Arena Kombëtare, Tirana Játékvezető: Nathan Verboomen (belga) |

| 2023. július 18. 20:00 |

| BATE Bariszav                 | 2–0               | Partizani |
| ----------------------------- | ----------------- | --------- |
| Malkevich 71' Shestyuk 90+12' | (0–0) Jegyzőkönyv |           |

| Városi stadion, Mezőkövesd, Magyarország Játékvezető: Kevin Clancy (skót) |

| 2023. július 12. 16:00 (20:00 ALMT) |

| Asztana      | 1–1               | Dinamo Tbiliszi |
| ------------ | ----------------- | --------------- |
| Aymbetov 11' | (1–0) Jegyzőkönyv | Sigua 57'       |

| Asztana Aréna, Asztana Játékvezető: Christian-Petru Ciochirca (osztrák) |

| 2023. július 19. 18:00 (20:00 GET) |

| Dinamo Tbiliszi | 1–2               | Asztana                   |
| --------------- | ----------------- | ------------------------- |
| Camara 22'      | (1–0) Jegyzőkönyv | Beysebekov 50' Darboe 51' |

| Borisz Paicsadze Stadion, Tbiliszi Játékvezető: Stuart Attwell (angol) |

## 2. selejtezőkör
A 2. selejtezőkört 2023. június 21-én sorsolták.

### 2. selejtezőkör, kiemelés
A 2. selejtezőkörben összesen 24 csapat vett részt, kettéosztva a bajnoki ágon és a nem bajnoki ágon. 
- Bajnoki ág: 5 csapat lépett be ebben a körben és 15 továbbjutó volt az 1. selejtezőkörből.
- Nem bajnoki ág: 4 csapat lépett be ebben a körben.

A kiemelés a klubok 2023-as együtthatói alapján történt. A sorsolás időpontjában az 1. selejtezőkör győztesei ismeretlenek voltak, ezért a párosítások legmagasabb együtthatóit használták. A bajnoki ágon a csapatokat három csoportra osztották. Az elsőként kisorsolt csapat volt az első mérkőzés pályaválasztója.
- T: Az 1. selejtezőkörből továbbjutott csapat, a sorsoláskor nem volt ismert.
- A dőlt betűvel írt csapatok az 1. selejtezőkörben egy magasabb együtthatóval rendelkező csapat ellen győztek, és az ellenfél együtthatóját hozták magukkal.

| Bajnoki ág                                          | Bajnoki ág                                                      | Bajnoki ág                   | Bajnoki ág                                 | Bajnoki ág                                                                         | Bajnoki ág                                                              |
| 1. csoport                                          | 1. csoport                                                      | 2. csoport                   | 2. csoport                                 | 3. csoport                                                                         | 3. csoport                                                              |
| Kiemelt                                             | Nem kiemelt                                                     | Kiemelt                      | Nem kiemelt                                | Kiemelt                                                                            | Nem kiemelt                                                             |
| --------------------------------------------------- | --------------------------------------------------------------- | ---------------------------- | ------------------------------------------ | ---------------------------------------------------------------------------------- | ----------------------------------------------------------------------- |
| - Galatasaray - Qarabağ (T) - Ludogorec Razgrad (T) | - Žalgiris (T) - Raków Częstochowa (T) - Olimpija Ljubljana (T) | - København - KÍ (T) - Molde | - HJK (T) - Breiðablik (T) - BK Häcken (T) | - Dinamo Zagreb - Slovan Bratislava (T) - Sheriff Tiraspol (T) - BATE Bariszav (T) | - Asztana (T) - Makkabi Haifa (T) - Zrinjski Mostar (T) - Árisz Lemeszú |

| Nem bajnoki ág    | Nem bajnoki ág              |
| Kiemelt           | Nem kiemelt                 |
| ----------------- | --------------------------- |
| - Genk - Dnipro-1 | - Servette - Panathinaikósz |

### 2. selejtezőkör, párosítások
Az első mérkőzéseket július 25-én és 26-án, a második mérkőzéseket augusztus 1-jén és 2-án játszották. A párosítások győztesei a 3. selejtezőkörbe jutottak. A vesztes csapatok az Európa-liga 3. selejtezőkörébe kerültek.
| 1. csapat         | Össz.Tooltip Aggregate score | 2. csapat          | 1. mérk. | 2. mérk.   |
| ----------------- | ---------------------------- | ------------------ | -------- | ---------- |
| Bajnoki ág        |                              |                    |          |            |
| Žalgiris          | 2–3                          | Galatasaray        | 2–2      | 0–1        |
| Ludogorec Razgrad | 2–3                          | Olimpija Ljubljana | 1–1      | 1–2        |
| Raków Częstochowa | 4–3                          | Qarabağ            | 3–2      | 1–1        |
| KÍ                | 3–3 (t. 4–3)                 | BK Häcken          | 0–0      | 3–3 (h.u.) |
| HJK               | 1–2                          | Molde              | 1–0      | 0–2        |
| Breiðablik        | 3–8                          | København          | 0–2      | 3–6        |
| Sheriff Tiraspol  | 2–4                          | Makkabi Haifa      | 1–0      | 1–4 (h.u.) |
| Árisz Lemeszú     | 11–5                         | BATE Bariszav      | 6–2      | 5–3        |
| Zrinjski Mostar   | 2–3                          | Slovan Bratislava  | 0–1      | 2–2        |
| Dinamo Zagreb     | 6–0                          | Asztana            | 4–0      | 2–0        |
| Nem bajnoki ág    |                              |                    |          |            |
| Dnipro-1          | 3–5                          | Panathinaikósz     | 1–3      | 2–2        |
| Servette          | 3–3 (t. 4–1)                 | Genk               | 1–1      | 2–2 (h.u.) |

### 2. selejtezőkör, mérkőzések
| 2023. július 25. 18:00 (19:00 EEST) |

| Žalgiris                     | 2–2               | Galatasaray                 |
| ---------------------------- | ----------------- | --------------------------- |
| Oyewusi 48' Kazlauskas 90+2' | (0–0) Jegyzőkönyv | Bardakcı 75' Dervişoğlu 78' |

| LFF Stadion, Vilnius Játékvezető: Luis Godinho (portugál) |

| 2023. augusztus 2. 19:30 (20:30 TRT) |

| Galatasaray | 1–0               | Žalgiris |
| ----------- | ----------------- | -------- |
| Mertens 31' | (1–0) Jegyzőkönyv |          |

| Rams Park, Isztambul Játékvezető: Willy Delajod (francia) |

| 2023. július 26. 20:45 (21:45 EEST) |

| Ludogorec Razgrad | 1–1               | Olimpija Ljubljana |
| ----------------- | ----------------- | ------------------ |
| Yankov 44'        | (1–1) Jegyzőkönyv | Elšnik 14'         |

| Huvepharma Arena, Razgrad Játékvezető: Rohit Saggi (norvég) |

| 2023. augusztus 1. 20:00 |

| Olimpija Ljubljana | 2–1               | Ludogorec Razgrad |
| ------------------ | ----------------- | ----------------- |
| Elšnik 18' 90+2'   | (1–1) Jegyzőkönyv | Despodov 15'      |

| Stožice Stadion, Ljubljana Játékvezető: Christian Dingert (német) |

| 2023. július 26. 20:15 |

| Raków Częstochowa                                  | 3–2               | Qarabağ        |
| -------------------------------------------------- | ----------------- | -------------- |
| Cafarguliyev 55' (öngól) Piasecki 71' Kittel 90+1' | (0–0) Jegyzőkönyv | Xhixha 73' 75' |

| Miejski Stadion Piłkarski "Raków", Częstochowa Játékvezető: Lukas Fähndrich (svájci) |

| 2023. augusztus 2. 18:00 (20:00 AZT) |

| Qarabağ    | 1–1               | Raków Częstochowa |
| ---------- | ----------------- | ----------------- |
| Xhixha 60' | (0–0) Jegyzőkönyv | Tudor 52'         |

| Olimpiai Stadion, Baku Játékvezető: Sven Jablonski (német) |

| 2023. július 26. 20:45 (18:45 WET) |

| KÍ | 0–0         | BK Häcken |
| -- | ----------- | --------- |
|    | Jegyzőkönyv |           |

| Við Djúpumýrar, Klaksvík Játékvezető: Michal Ocenáš (szlovák) |

| 2023. augusztus 2. 19:00 |

| BK Häcken                                  | 3–3                         | KÍ                                              |
| ------------------------------------------ | --------------------------- | ----------------------------------------------- |
| Sana 24' Layouni 48' Sadiq 105+1'          | (1–1, 2–2, 3–2) Jegyzőkönyv | Frederiksberg 17' 53' Abrahamsson 109' (öngól)  |
| Büntetőpárbaj                              |                             |                                                 |
| Hovland Layouni Gustafson Rygaard Sandberg | 3–4                         | Frederiksberg Andreasen Da Silva Gussiås Forren |

| Bravida Arena, Göteborg Játékvezető: Andrew Madley (angol) |

| 2023. július 25. 18:00 (19:00 EEST) |

| HJK          | 1–0               | Molde |
| ------------ | ----------------- | ----- |
| Keskinen 25' | (1–0) Jegyzőkönyv |       |

| Bolt Arena, Helsinki Játékvezető: Sven Jablonski (német) |

| 2023. augusztus 2. 19:00 |

| Molde                               | 2–0               | HJK |
| ----------------------------------- | ----------------- | --- |
| Eriksen 74' (öngól) Brynhildsen 89' | (0–0) Jegyzőkönyv |     |

| Aker Stadion, Molde Játékvezető: Igor Pajač (horvát) |

| 2023. július 25. 21:15 (19:15 WET) |

| Breiðablik | 0–2               | København           |
| ---------- | ----------------- | ------------------- |
|            | (0–2) Jegyzőkönyv | Larsson 1' Falk 32' |

| Kópavogsvöllur, Kópavogur Játékvezető: Bogár Gergő (magyar) |

| 2023. augusztus 2. 20:00 |

| København                                                     | 6–3               | Breiðablik                                       |
| ------------------------------------------------------------- | ----------------- | ------------------------------------------------ |
| Gonçalves 33' Achouri 35' Larsson 37' Óskarsson 45+1' 47' 56' | (4–1) Jegyzőkönyv | Svanþórsson 9' Steindórsson 51' Gunnlaugsson 75' |

| Parken Stadion, Koppenhága Játékvezető: Fabio Maresca (olasz) |

| 2023. július 26. 19:00 (20:00 EEST) |

| Sheriff Tiraspol | 1–0               | Makkabi Haifa |
| ---------------- | ----------------- | ------------- |
| Talal 28'        | (1–0) Jegyzőkönyv |               |

| Sheriff Stadion, Tiraspol Játékvezető: Sebastian Gishamer (osztrák) |

| 2023. augusztus 2. 19:00 (20:00 IDT) |

| Makkabi Haifa                                  | 4–1 (h. u.)                 | Sheriff Tiraspol     |
| ---------------------------------------------- | --------------------------- | -------------------- |
| Chery 33' Jaber 85' David 105+2' Shuranov 107' | (1–1, 2–1, 3–1) Jegyzőkönyv | Talal 20' (11-esből) |

| Sammy Ofer Stadion, Haifa Játékvezető: Damian Sylwestrzak (lengyel) |

| 2023. július 26. 19:00 (20:00 EEST) |

| Árisz Lemeszú                                                                                  | 6–2               | BATE Bariszav                  |
| ---------------------------------------------------------------------------------------------- | ----------------- | ------------------------------ |
| Gomis 17' (11-esből) 60' Bengtsson 32' Bane 40' (öngól) Montnor 83' Stępiński 90+1' (11-esből) | (3–0) Jegyzőkönyv | Kontsevoy 48' Khadarkevich 65' |

| Alphamega Stadion, Limassol Játékvezető: Yigal Frid (izraeli) |

| 2023. augusztus 1. 20:00 |

| BATE Bariszav                                               | 3–5               | Árisz Lemeszú                                             |
| ----------------------------------------------------------- | ----------------- | --------------------------------------------------------- |
| Gromyko 25' (11-esből) Martynaw 48' Laptev 90+3' (11-esből) | (1–3) Jegyzőkönyv | Babicka 8' Gomis 26' Caju 35' Bengtsson 56' Stępiński 74' |

| Városi stadion, Mezőkövesd, Magyarország Játékvezető: Morten Krogh (dán) |

| 2023. július 25. 21:00 |

| Zrinjski Mostar | 0–1               | Slovan Bratislava |
| --------------- | ----------------- | ----------------- |
|                 | (0–0) Jegyzőkönyv | Sharani 53'       |

| Stadion pod Bijelim Brijegom, Mostar Játékvezető: Bram Van Driessche (belga) |

| 2023. augusztus 1. 20:30 |

| Slovan Bratislava    | 2–2               | Zrinjski Mostar           |
| -------------------- | ----------------- | ------------------------- |
| Čavrić 5' Zuberu 66' | (1–0) Jegyzőkönyv | Barišić 75' Ivančić 90+3' |

| Tehelné pole, Pozsony Játékvezető: Jérémie Pignard (francia) |

| 2023. július 25. 20:00 |

| Dinamo Zagreb                   | 4–0               | Asztana |
| ------------------------------- | ----------------- | ------- |
| Špikić 36' Ivanušec 41' 43' 56' | (3–0) Jegyzőkönyv |         |

| Maksimir Stadion, Zágráb Játékvezető: Guillermo Cuadra Fernández (spanyol) |

| 2023. augusztus 2. 16:00 (20:00 ALMT) |

| Asztana | 0–2               | Dinamo Zagreb                   |
| ------- | ----------------- | ------------------------------- |
|         | (0–1) Jegyzőkönyv | Marochkin 24' (öngól) Marin 89' |

| Astana Arena, Asztana Játékvezető: Dennis Higler (holland) |

| 2023. július 25. 19:00 (18:00 WEST) |

| Dnipro-1    | 1–3               | Panathinaikósz                                  |
| ----------- | ----------------- | ----------------------------------------------- |
| Tancsik 90' | (0–1) Jegyzőkönyv | Šporar 10' Đuričić 74' Ioannidis 84' (11-esből) |

| Košická futbalová aréna, Kassa, Szlovákia Játékvezető: Daniele Chiffi (olasz) |

| 2023. augusztus 1. 19:30 |

| Panathinaikósz | 2–2               | Dnipro-1               |
| -------------- | ----------------- | ---------------------- |
| Šporar 15' 70' | (1–1) Jegyzőkönyv | Dovbyk 24' Sarapiy 54' |

| Leoforos Alexandras Stadion, Athén Játékvezető: Bastian Dankert (német) |

| 2023. július 25. 20:00 |

| Servette     | 1–1               | Genk          |
| ------------ | ----------------- | ------------- |
| Rouiller 78' | (0–1) Jegyzőkönyv | Arokodare 21' |

| Stade de Genève, Genf Játékvezető: Vad István (magyar) |

| 2023. augusztus 2. 20:45 (19:45 BST) |

| Genk                                | 2–2 (h. u.)                 | Servette                           |
| ----------------------------------- | --------------------------- | ---------------------------------- |
| Trésor 28' (11-esből) Arokodare 51' | (1–1, 2–2, 2–2) Jegyzőkönyv | Cognat 36' Bedia 63'               |
| Büntetőpárbaj                       |                             |                                    |
| Hrošovský Cuesta Arokodare          | 1–4                         | Touati Guillemenot Severin Rodelin |

| Cegeka Arena, Genk Játékvezető: Novak Simović (szerb) |

## 3. selejtezőkör
A 3. selejtezőkört 2023. július 24-én sorsolták.

### 3. selejtezőkör, kiemelés
A 3. selejtezőkörben összesen 20 csapat vett részt, kettéosztva a bajnoki ágon és a nem bajnoki ágon. 
- Bajnoki ág: 2 csapat lépett be ebben a körben és 10 továbbjutó volt a 2. selejtezőkörből.
- Nem bajnoki ág: 6 csapat lépett be ebben a körben és 2 továbbjutó volt a 2. selejtezőkörből.

A kiemelés a klubok 2023-as együtthatói alapján történt. A sorsolás időpontjában a 2. selejtezőkör győztesei ismeretlenek voltak, ezért a párosítások legmagasabb együtthatóit használták. A bajnoki ágon a csapatokat két csoportra osztották. Az elsőként kisorsolt csapat volt az első mérkőzés pályaválasztója.
- T: A 2. selejtezőkörből továbbjutott csapat, a sorsoláskor nem volt ismert.
- A dőlt betűvel írt csapatok a 2. selejtezőkörben egy magasabb együtthatóval rendelkező csapat ellen győztek, és az ellenfél együtthatóját hozták magukkal.

| Bajnoki ág                                                          | Bajnoki ág                                    | Bajnoki ág                                    | Bajnoki ág                                       |
| 1. csoport                                                          | 1. csoport                                    | 2. csoport                                    | 2. csoport                                       |
| Kiemelt                                                             | Nem kiemelt                                   | Kiemelt                                       | Nem kiemelt                                      |
| ------------------------------------------------------------------- | --------------------------------------------- | --------------------------------------------- | ------------------------------------------------ |
| - Dinamo Zagreb (T) - Raków Częstochowa (T) - Slovan Bratislava (T) | - Makkabi Haifa (T) - Árisz Lemeszú (T) - AÉK | - København (T) - Galatasaray (T) - Molde (T) | - Olimpija Ljubljana (T) - Sparta Praha - KÍ (T) |

| Nem bajnoki ág                                | Nem bajnoki ág                                             |
| Kiemelt                                       | Nem kiemelt                                                |
| --------------------------------------------- | ---------------------------------------------------------- |
| - Rangers - Braga - PSV Eindhoven - Marseille | - Servette (T) - Sturm Graz - Panathinaikósz (T) - Topolya |

### 3. selejtezőkör, párosítások
Az első mérkőzéseket augusztus 8-án, 9-én és 15-én, a második mérkőzéseket augusztus 15-én és 19-én játszották. A párosítások győztesei a rájátszásba jutottak. A bajnoki ág vesztes csapatai az Európa-liga rájátszásába, a nem bajnoki ág vesztes csapatai az Európa-liga csoportkörébe kerültek.
| 1. csapat          | Össz.Tooltip Aggregate score | 2. csapat     | 1. mérk. | 2. mérk.   |
| ------------------ | ---------------------------- | ------------- | -------- | ---------- |
| Bajnoki ág         |                              |               |          |            |
| Raków Częstochowa  | 3–1                          | Árisz Lemeszú | 2–1      | 1–0        |
| Slovan Bratislava  | 2–5                          | Makkabi Haifa | 1–2      | 1–3        |
| Dinamo Zagreb      | 3–4                          | AÉK           | 1–2      | 2–2        |
| Olimpija Ljubljana | 0–4                          | Galatasaray   | 0–3      | 0–1        |
| København          | 3–3 (t. 4–2)                 | Sparta Praha  | 0–0      | 3–3 (h.u.) |
| KÍ                 | 2–3                          | Molde         | 2–1      | 0–2 (h.u.) |
| Nem bajnoki ág     |                              |               |          |            |
| Braga              | 7–1                          | Topolya       | 3–0      | 4–1        |
| Rangers            | 3–2                          | Servette      | 2–1      | 1–1        |
| Panathinaikósz     | 2–2 (t. 5–3)                 | Marseille     | 1–0      | 1–2 (h.u.) |
| PSV Eindhoven      | 7–2                          | Sturm Graz    | 4–1      | 3–1        |

1. ↑  Az AÉK–Dinamo Zagreb párosítás első mérkőzését augusztus 8-án játszották volna Athénban. A mérkőzést megelőző éjszaka egy athéni szurkolói rendbontásban egy ember meghalt, az eset következtében a mérkőzést elhalasztották. Az UEFA döntése szerint az első mérkőzést augusztus 15-én Zágrábban, a második mérkőzést augusztus 19-én Athénban játszották.[8][9]

### 3. selejtezőkör, mérkőzések
| 2023. augusztus 8. 20:00 |

| Raków Częstochowa                    | 2–1               | Árisz Lemeszú |
| ------------------------------------ | ----------------- | ------------- |
| Kocherhin 7' Piasecki 63' (11-esből) | (1–0) Jegyzőkönyv | Mayambela 89' |

| Miejski Stadion Piłkarski "Raków", Częstochowa Játékvezető: Duje Strukan (horvát) |

| 2023. augusztus 15. 19:00 (20:00 EEST) |

| Árisz Lemeszú | 0–1               | Raków Częstochowa |
| ------------- | ----------------- | ----------------- |
|               | (0–0) Jegyzőkönyv | Tudor 49'         |

| Alphamega Stadion, Limassol Játékvezető: Matej Jug (szlovén) |

| 2023. augusztus 9. 20:30 |

| Slovan Bratislava | 1–2               | Makkabi Haifa        |
| ----------------- | ----------------- | -------------------- |
| Kucka 12'         | (1–2) Jegyzőkönyv | Pierrot 5' Sabia 15' |

| Tehelné pole, Pozsony Játékvezető: Andris Treimanis (lett) |

| 2023. augusztus 15. 19:00 (20:00 IDT) |

| Makkabi Haifa                      | 3–1               | Slovan Bratislava |
| ---------------------------------- | ----------------- | ----------------- |
| Pierrot 29' Saba 45+2' David 90+3' | (2–0) Jegyzőkönyv | Tolić 85'         |

| Sammy Ofer Stadion, Haifa Játékvezető: Craig Pawson (angol) |

| 2023. augusztus 15. 20:00 |

| Dinamo Zagreb | 1–2               | AÉK                        |
| ------------- | ----------------- | -------------------------- |
| Bulat 39'     | (1–0) Jegyzőkönyv | Zuber 59' Galanopoulos 90' |

| Maksimir Stadion, Zágráb Játékvezető: João Pinheiro (portugál) |

| 2023. augusztus 19. 20:45 (21:45 EEST) |

| AÉK                      | 2–2               | Dinamo Zagreb                |
| ------------------------ | ----------------- | ---------------------------- |
| Araujo 90+2' Vida 90+10' | (0–1) Jegyzőkönyv | J. Šutalo 45+2' Ljubičić 65' |

| Ajía Szofía Stadion, Athén Játékvezető: Espen Eskås (norvég) |

| 2023. augusztus 8. 21:00 |

| Olimpija Ljubljana | 0–3               | Galatasaray                                |
| ------------------ | ----------------- | ------------------------------------------ |
|                    | (0–1) Jegyzőkönyv | Aktürkoğlu 9' Mertens 48' Dervişoğlu 90+1' |

| Stožice Stadion, Ljubljana Játékvezető: Andreas Ekberg (svéd) |

| 2023. augusztus 15. 20:00 (21:00 TRT) |

| Galatasaray | 1–0               | Olimpija Ljubljana |
| ----------- | ----------------- | ------------------ |
| Icardi 24'  | (1–0) Jegyzőkönyv |                    |

| Rams Park, Isztambul Játékvezető: Marco Guida (olasz) |

| 2023. augusztus 8. 20:00 |

| København | 0–0         | Sparta Praha |
| --------- | ----------- | ------------ |
|           | Jegyzőkönyv |              |

| Parken Stadion, Koppenhága Játékvezető: Benoît Bastien (francia) |

| 2023. augusztus 15. 19:00 |

| Sparta Praha                            | 3–3 (h. u.)                 | København                       |
| --------------------------------------- | --------------------------- | ------------------------------- |
| Birmančević 80' Laçi 105' Olatunji 107' | (0–1, 1–1, 2–2) Jegyzőkönyv | Larsson 1' Claesson 105+3' 112' |
| Büntetőpárbaj                           |                             |                                 |
| Krejčí Laçi Kairinen Sørensen           | 2–4                         | Diks Claesson Boilesen Bardghji |

| Stadion Letná, Prága Játékvezető: Serdar Gözübüyük (holland) |

| 2023. augusztus 8. 20:45 (19:45 WEST) |

| KÍ                    | 2–1               | Molde      |
| --------------------- | ----------------- | ---------- |
| Frederiksberg 64' 86' | (0–0) Jegyzőkönyv | Eikrem 49' |

| Tórsvøllur Stadion, Tórshavn Játékvezető: Aliyar Aghayev (azeri) |

| 2023. augusztus 15. 19:00 |

| Molde                          | 2–0 (h. u.)                 | KÍ |
| ------------------------------ | --------------------------- | -- |
| Eriksen 17' Martin Linnes 112' | (1–0, 1–0, 1–0) Jegyzőkönyv |    |

| Aker Stadion, Molde Játékvezető: Nikola Dabanović (montenegrói) |

| 2023. augusztus 8. 21:00 (20:00 WEST) |

| Braga                         | 3–0               | Topolya |
| ----------------------------- | ----------------- | ------- |
| Bruma 17' Pizzi 19' Djaló 87' | (2–0) Jegyzőkönyv |         |

| Estádio Municipal, Braga Játékvezető: Harald Lechner (osztrák) |

| 2023. augusztus 15. 20:00 |

| Topolya      | 1–4               | Braga                                       |
| ------------ | ----------------- | ------------------------------------------- |
| Rakonjac 40' | (1–4) Jegyzőkönyv | Pizzi 9' Bruma 13' Djaló 16' Al-Musrati 20' |

| TSC Arena, Topolya Játékvezető: Jakob Kehlet (dán) |

| 2023. augusztus 9. 20:45 (19:45 BST) |

| Rangers                             | 2–1               | Servette             |
| ----------------------------------- | ----------------- | -------------------- |
| Tavernier 6' (11-esből) Dessers 15' | (2–1) Jegyzőkönyv | Bedia 44' (11-esből) |

| Ibrox Stadion, Glasgow Játékvezető: Donatas Rumšas (litván) |

| 2023. augusztus 15. 20:30 |

| Servette   | 1–1               | Rangers       |
| ---------- | ----------------- | ------------- |
| Kutesa 22' | (1–0) Jegyzőkönyv | Tavernier 51' |

| Stade de Genève, Genf Játékvezető: Maurizio Mariani (olasz) |

| 2023. augusztus 9. 20:00 (21:00 EEST) |

| Panathinaikósz | 1–0               | Marseille |
| -------------- | ----------------- | --------- |
| Bernard 83'    | (0–0) Jegyzőkönyv |           |

| Leoforos Alexandras Stadion, Athén Játékvezető: Kovács István (román) |

| 2023. augusztus 15. 21:00 |

| Marseille                       | 2–1 (h. u.)                 | Panathinaikósz                                     |
| ------------------------------- | --------------------------- | -------------------------------------------------- |
| Aubameyang 2' 45+1'             | (2–0, 2–1, 2–1) Jegyzőkönyv | Ioannidis 90+9' (11-esből)                         |
| Büntetőpárbaj                   |                             |                                                    |
| Guendouzi Veretout Sarr Vitinha | 3–5                         | Ioannidis Bernard Kleinheisler Palacios Mladenović |

| Stade Vélodrome, Marseille Játékvezető: Michael Oliver (angol) |

| 2023. augusztus 8. 20:30 |

| PSV Eindhoven                         | 4–1               | Sturm Graz    |
| ------------------------------------- | ----------------- | ------------- |
| Babadi 4' De Jong 22' 32' Sangaré 73' | (3–1) Jegyzőkönyv | Stanković 40' |

| Philips Stadion, Eindhoven Játékvezető: Radu Petrescu (román) |

| 2023. augusztus 15. 20:30 |

| Sturm Graz | 1–3               | PSV Eindhoven                               |
| ---------- | ----------------- | ------------------------------------------- |
| Bøving 26' | (1–2) Jegyzőkönyv | Veerman 32' de Jong 40' Pepi 85' (11-esből) |

| Liebenauer Stadion, Graz Játékvezető: Srđan Jovanović (szerb) |

## Rájátszás
A rájátszást 2023. augusztus 7-én sorsolták.

### Rájátszás, kiemelés
A rájátszásban összesen 12 csapat vett részt, kettéosztva a bajnoki ágon és a nem bajnoki ágon. 
- Bajnoki ág: 2 csapat lépett be ebben a körben és 6 továbbjutó volt a 3. selejtezőkörből.
- Nem bajnoki ág: 4 továbbjutó volt a 3. selejtezőkörből.

A kiemelés a klubok 2023-as együtthatói alapján történt. A sorsolás időpontjában a 3. selejtezőkör győztesei ismeretlenek voltak, ezért a párosítások legmagasabb együtthatóit használták. A bajnoki ágon a csapatokat két csoportra osztották. Az orosz és ukrán csapat nem játszhatott egymás ellen. Az elsőként kisorsolt csapat volt az első mérkőzés pályaválasztója.
- T: A 3. selejtezőkörből továbbjutott csapat, a sorsoláskor nem volt ismert.
- A dőlt betűvel írt csapatok a 3. selejtezőkörben egy magasabb együtthatóval rendelkező csapat ellen győztek, és az ellenfél együtthatóját hozták magukkal.

| Bajnoki ág                                               | Bajnoki ág                                                        |
| Kiemelt                                                  | Nem kiemelt                                                       |
| -------------------------------------------------------- | ----------------------------------------------------------------- |
| - AÉK (T) - København (T) - Young Boys - Galatasaray (T) | - Makkabi Haifa (T) - Molde (T) - Antwerp - Raków Częstochowa (T) |

| Nem bajnoki ág            | Nem bajnoki ág                           |
| Kiemelt                   | Nem kiemelt                              |
| ------------------------- | ---------------------------------------- |
| - Rangers (T) - Braga (T) | - PSV Eindhoven (T) - Panathinaikósz (T) |

### Rájátszás, párosítások
Az első mérkőzéseket augusztus 22-én és 23-án, a második mérkőzéseket augusztus 29-én és 30-án játszották. A párosítások győztesei a csoportkörbe jutottak. A vesztes csapatok az Európa-liga csoportkörébe kerültek.
| 1. csapat         | Össz.Tooltip Aggregate score | 2. csapat      | 1. mérk. | 2. mérk. |
| ----------------- | ---------------------------- | -------------- | -------- | -------- |
| Bajnoki ág        |                              |                |          |          |
| Makkabi Haifa     | 0–3                          | Young Boys     | 0–0      | 0–3      |
| Antwerp           | 3–1                          | AÉK            | 1–0      | 2–1      |
| Raków Częstochowa | 1–2                          | København      | 0–1      | 1–1      |
| Molde             | 3–5                          | Galatasaray    | 2–3      | 1–2      |
| Nem bajnoki ág    |                              |                |          |          |
| Rangers           | 3–7                          | PSV Eindhoven  | 2–2      | 1–5      |
| Braga             | 3–1                          | Panathinaikósz | 2–1      | 1–0      |

### Rájátszás, mérkőzések
| 2023. augusztus 23. 21:00 (22:00 IDT) |

| Makkabi Haifa | 0–0         | Young Boys |
| ------------- | ----------- | ---------- |
|               | Jegyzőkönyv |            |

| Sammy Ofer Stadion, Haifa Játékvezető: Davide Massa (olasz) |

| 2023. augusztus 29. 21:00 |

| Young Boys                             | 3–0               | Makkabi Haifa |
| -------------------------------------- | ----------------- | ------------- |
| Itten 23' Seck 28' (öngól) Ugrinic 46' | (2–0) Jegyzőkönyv |               |

| Stadion Wankdorf, Bern Játékvezető: Slavko Vinčić (szlovén) |

| 2023. augusztus 22. 21:00 |

| Antwerp     | 1–0               | AÉK |
| ----------- | ----------------- | --- |
| Janssen 16' | (1–0) Jegyzőkönyv |     |

| Bosuilstadion, Antwerpen Játékvezető: François Letexier (francia) |

| 2023. augusztus 30. 21:00 |

| AÉK        | 1–2               | Antwerp                   |
| ---------- | ----------------- | ------------------------- |
| Araujo 90' | (0–0) Jegyzőkönyv | Kerk 73' Balikwisha 90+5' |

| Ajía Szofía Stadion, Athén Játékvezető: Jesús Gil Manzano (spanyol) |

| 2023. augusztus 22. 21:00 |

| Raków Częstochowa | 0–1               | København            |
| ----------------- | ----------------- | -------------------- |
|                   | (0–1) Jegyzőkönyv | Racovițan 9' (öngól) |

| Zagłębiowski Park Sportowy, Sosnowiec Játékvezető: Irfan Peljto (bosznia-hercegovinai) |

| 2023. augusztus 30. 21:00 |

| København | 1–1               | Raków Częstochowa |
| --------- | ----------------- | ----------------- |
| Vavro 35' | (1–0) Jegyzőkönyv | Zwoliński 87'     |

| Parken Stadion, Koppenhága Játékvezető: Kovács István (román) |

| 2023. augusztus 23. 21:00 |

| Molde                   | 2–3               | Galatasaray                           |
| ----------------------- | ----------------- | ------------------------------------- |
| Ellingsen 8' Haugen 56' | (1–2) Jegyzőkönyv | Oliveira 25' Icardi 29' Midtsjø 90+3' |

| Aker Stadion, Molde Játékvezető: Anthony Taylor (angol) |

| 2023. augusztus 29. 21:00 (22:00 TRT) |

| Galatasaray                         | 2–1               | Molde      |
| ----------------------------------- | ----------------- | ---------- |
| Icardi 7' (11-esből) Angeliño 90+3' | (1–0) Jegyzőkönyv | Hestad 66' |

| Rams Park, Isztambul Játékvezető: Szymon Marciniak (lengyel) |

| 2023. augusztus 22. 21:00 (20:00 BST) |

| Rangers              | 2–2               | PSV Eindhoven           |
| -------------------- | ----------------- | ----------------------- |
| Sima 45' Matondo 76' | (1–0) Jegyzőkönyv | Sangaré 61' De Jong 80' |

| Ibrox Stadion, Glasgow Játékvezető: Clément Turpin (francia) |

| 2023. augusztus 23. 21:00 |

| PSV Eindhoven                                               | 5–1               | Rangers       |
| ----------------------------------------------------------- | ----------------- | ------------- |
| Saibari 35' 53' De Jong 66' Veerman 78' Goldson 81' (öngól) | (1–0) Jegyzőkönyv | Tavernier 64' |

| Philips Stadion, Eindhoven Játékvezető: José María Sánchez Martínez (spanyol) |

| 2023. augusztus 29. 21:00 (20:00 WEST) |

| Braga              | 2–1               | Panathinaikósz |
| ------------------ | ----------------- | -------------- |
| Ruiz 51' Djaló 73' | (0–0) Jegyzőkönyv | Mancini 90+5'  |

| Estádio Municipal de Braga, Braga Játékvezető: Felix Zwayer (német) |

| 2023. augusztus 30. 21:00 (22:00 EEST) |

| Panathinaikósz | 0–1               | Braga     |
| -------------- | ----------------- | --------- |
|                | (0–0) Jegyzőkönyv | Bruma 83' |

| Olimpiai Stadion, Athén Játékvezető: Daniele Orsato (olasz) |